# DDT Rock
Pour le groupe russe, voir DDT (groupe)
Pour les articles homonymes, voir DDT.
DDT Rock est un groupe de rock espagnol, originaire de Jerez de la Frontera, dans la province de Cadix, en Andalousie. Formé à la fin des années 1980, le groupe adopte divers styles musicaux, et est marqué par un profond engagement social.

## Biographie
L'aventure du groupe DDT Rock commence fin de 1989 à Jerez de la Frontera dans la province de Cadix, sous le nom de Bulevar qui était composé par des membres d'autres groupes déjà reconnus dans la ville comme La Mano Negra, Bunkers, Liedellweis ou Spoker. Sous le nom de Bulevar, le groupe donne de nombreux concerts et gagné en popularité dans la province, ce qui l'a d'ailleurs conduit à changer de nom puisqu'il était utilisé par un autre groupe avant lui.
Le groupe a connu divers changements dans sa composition et a fait environ quarante concerts soit comme tête d'affiche, soit en première partie de groupe nationaux ou internationaux comme Revólver, Cristina y los Subterráneos, Los Gatos Locos, No me pises que llevo chanclas, Las Balas ou Rey de copas. Le groupe est influencé par divers styles musicaux puisque ses membres proviennent de toute sorte d'univers musicaux (country, jazz, pop, rock, heavy metal, punk rock...).
Le groupe sort quatre maquettes et un single promotionnel, Viejo vaquero, composé de deux titres enregistrés à Ubrique au studio Matasellos. En 1995, il sort un album intitulé DDT Rock chez La Kaleta Records. L'année suivante, après avoir participé au festival Esparrago Rock à Jerez de la Frontera (où il partage l'affiche avec Extremoduro, Gamma Ray, Sex Museum, Hamlet, The Killer Barbies, Color Humano, Tabletón, Los Hermanos Dalton...), le groupe se dissout et son guitariste, Juan Carlos Torreira, joue quelques années dans le groupe Los Inestables avec Dani Quiñones (Los Delinqüentes).
En 2007, les membres principaux du groupe, Juan Carlos et Francisco Sánchez, décident de reformer le groupe qui enregistre un nouvel album en 2008, nommé Desenchufaos, avec la participation d'un nouveau membre, Alberto Pinto (Hora Zulu), ainsi que de Paco Cifuentes, Rafa (Los Delinqüentes), David (Lajambre) et Pepe Torres (Lajambre). En octobre 2009, il sort un autre album, Fuera de la Ley et entame une tournée dans la province.
En janvier 2012, DDT Rock sort son quatrième album, Mala, avec la participation du banjo Manuel Meijome Tejero et de la clarinettiste Elena Jimenez Parra, ce qui donne un album rock complexe avec parfois des rythmes latins. Le groupe part en tournée en 2017 et 2018.

## Membres

### Membres actuels
- Juan Carlos Torreira Aran - composition, guitare
- Francisco Sánchez - chant, guitare
- Juan Abuín Camacho - batterie
- Diego Cancela Romero - guitare
- Patricio de los Santos - basse
- Manuel Méijome Tejero - banjo

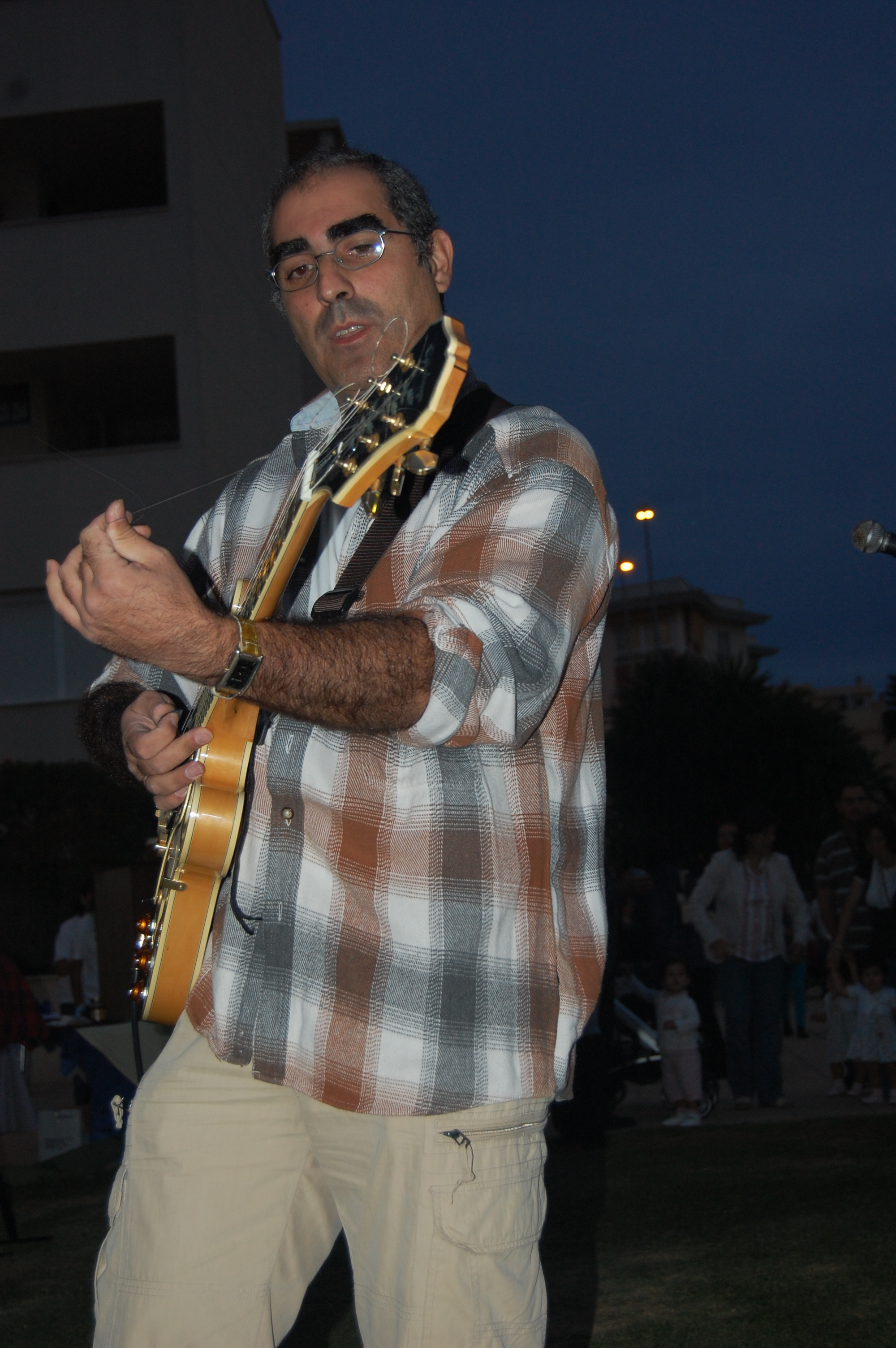
Francisco Sánchez (Paco).
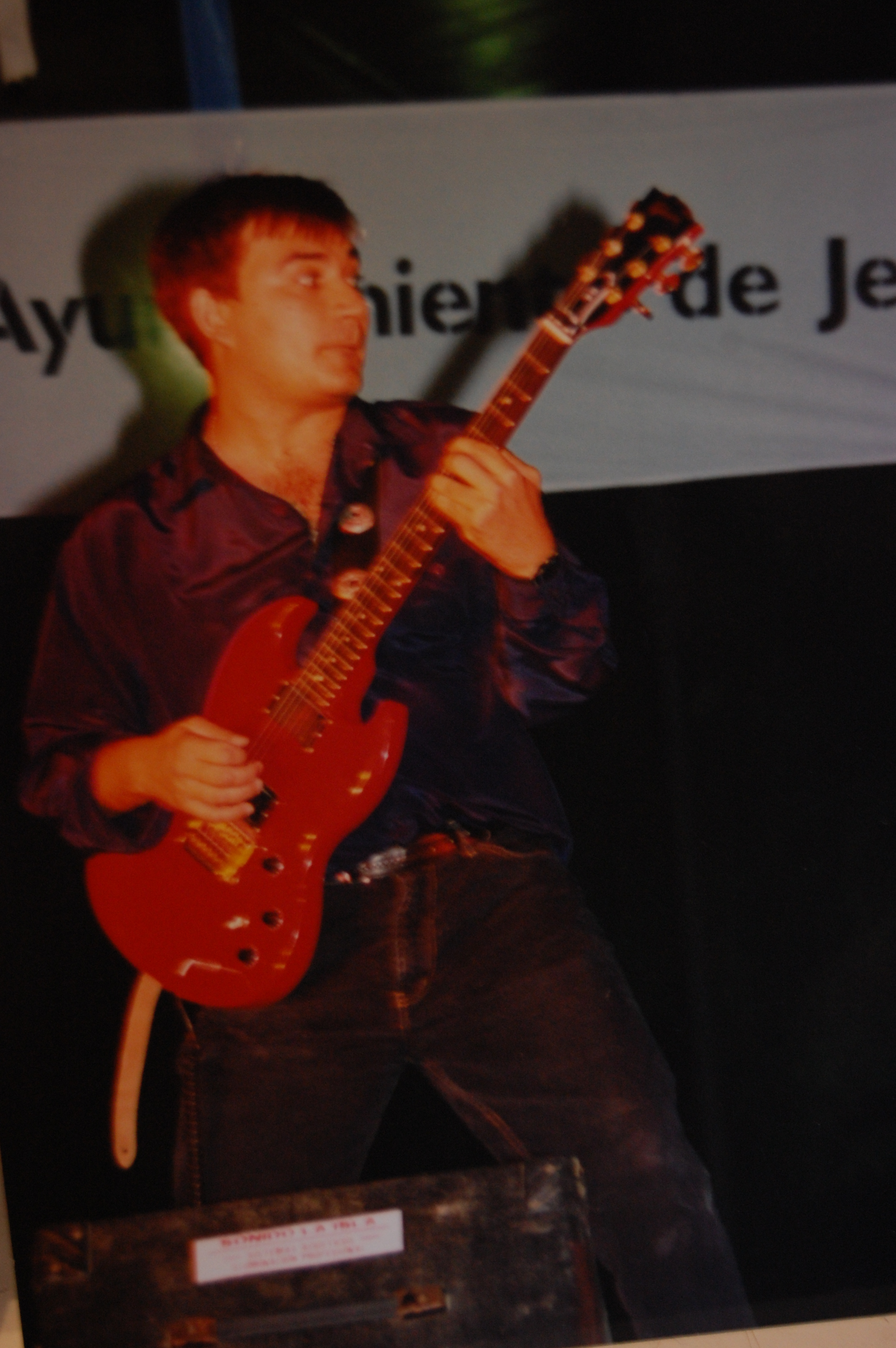
Juán Carlos Torreira (Bigote).
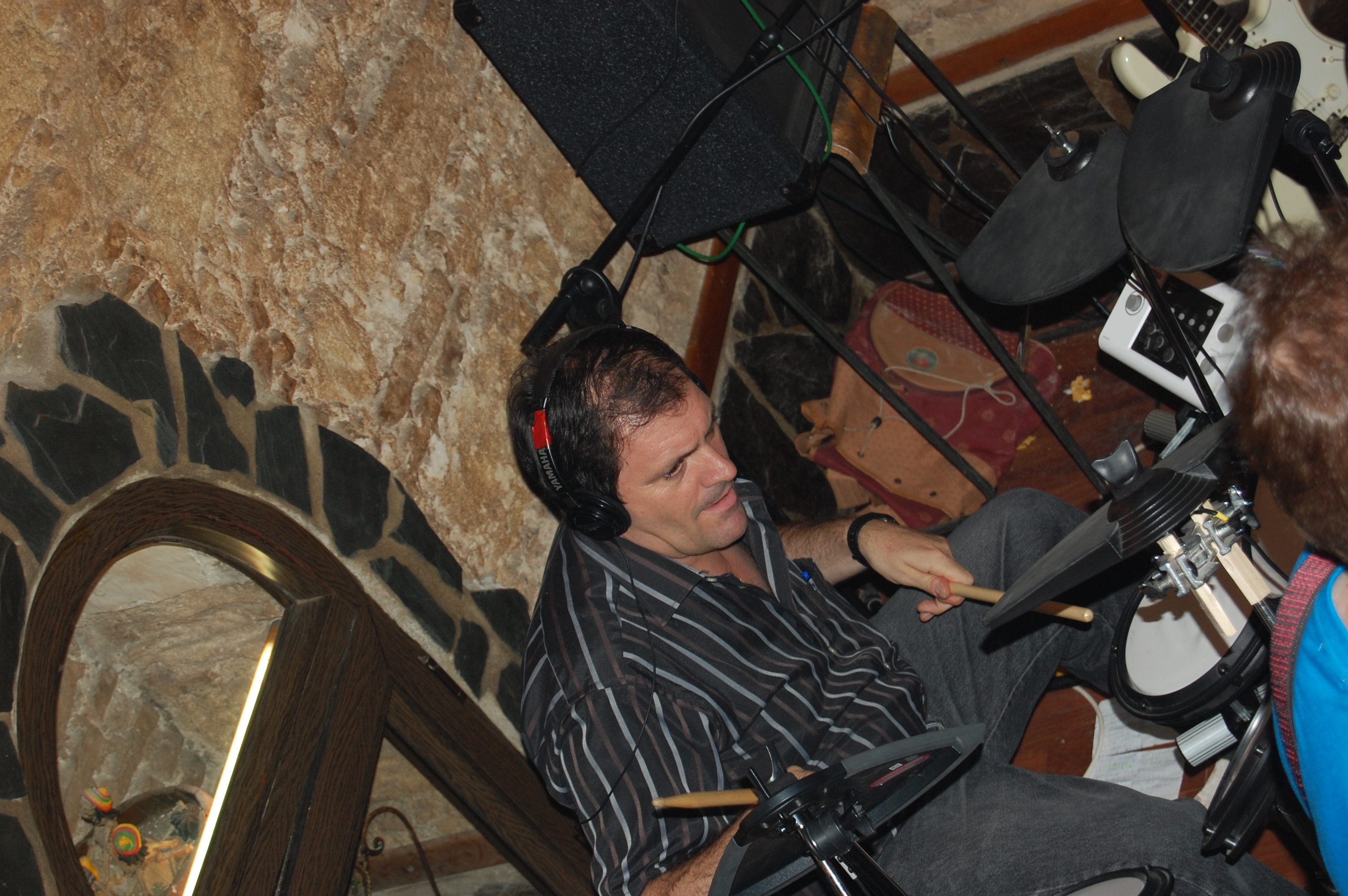
Juan Aubin Camachi (Willy).
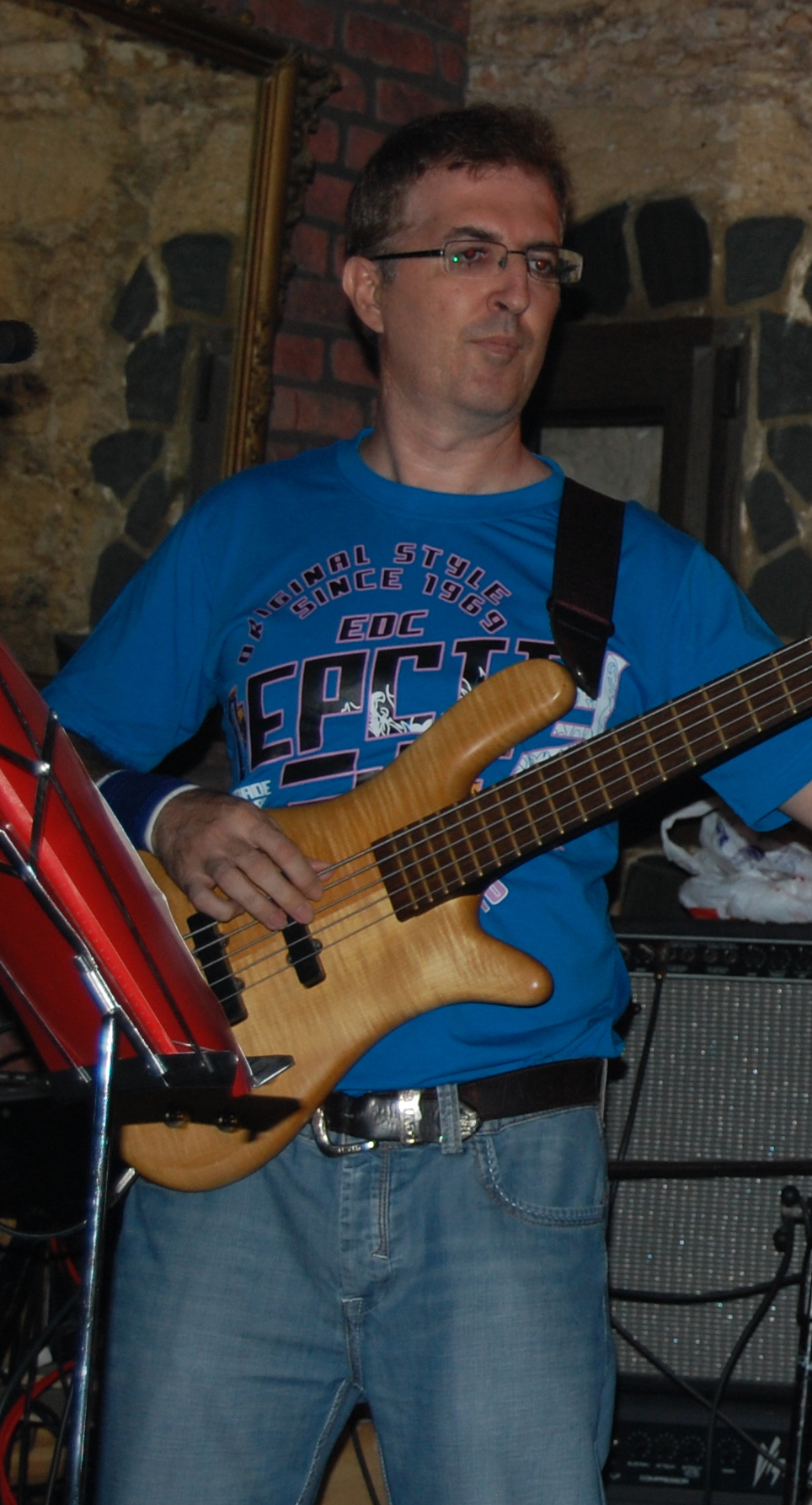
Diego Cancela Romero (Diego).
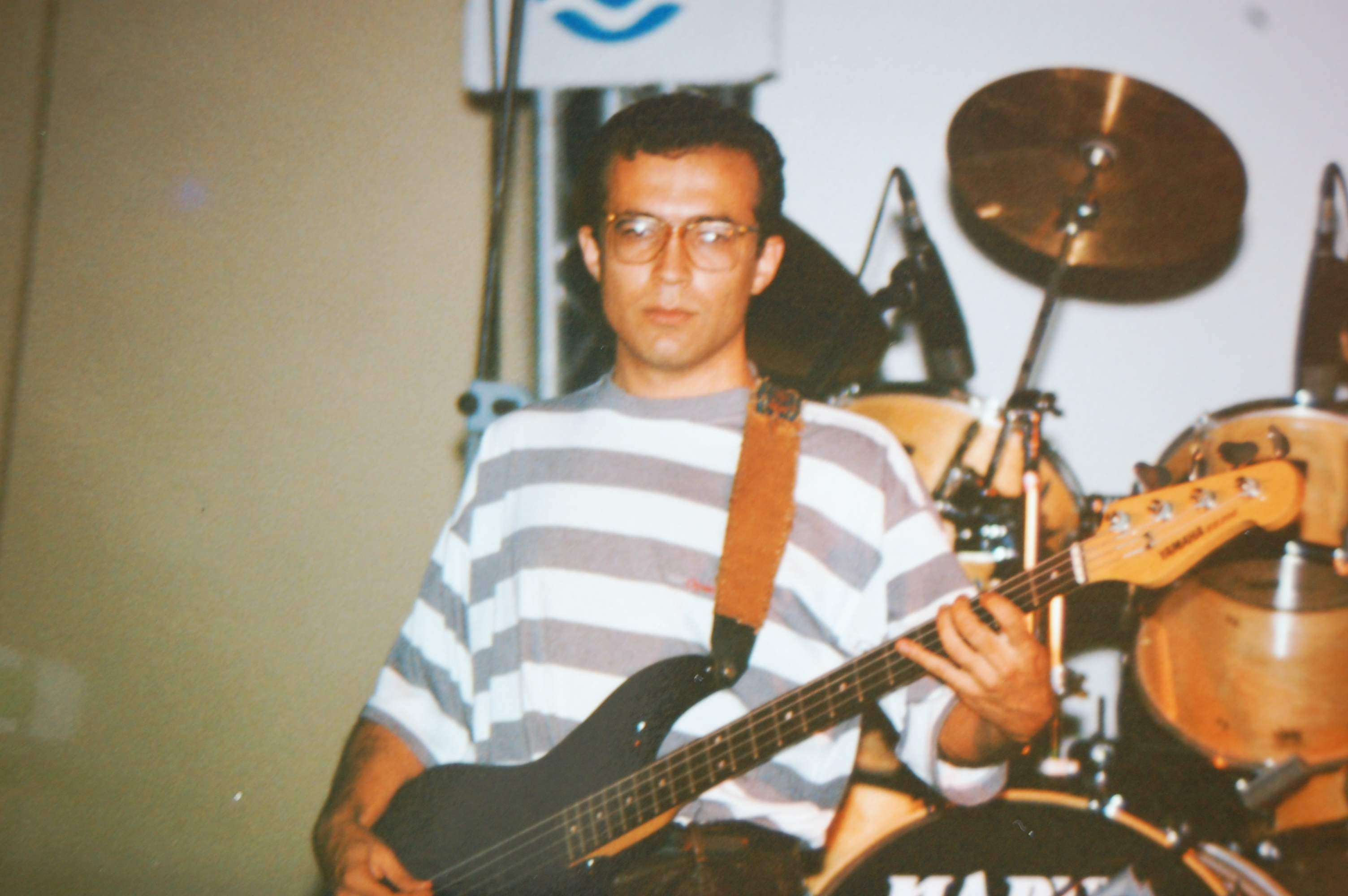
Patricio de los Santos (Patri).
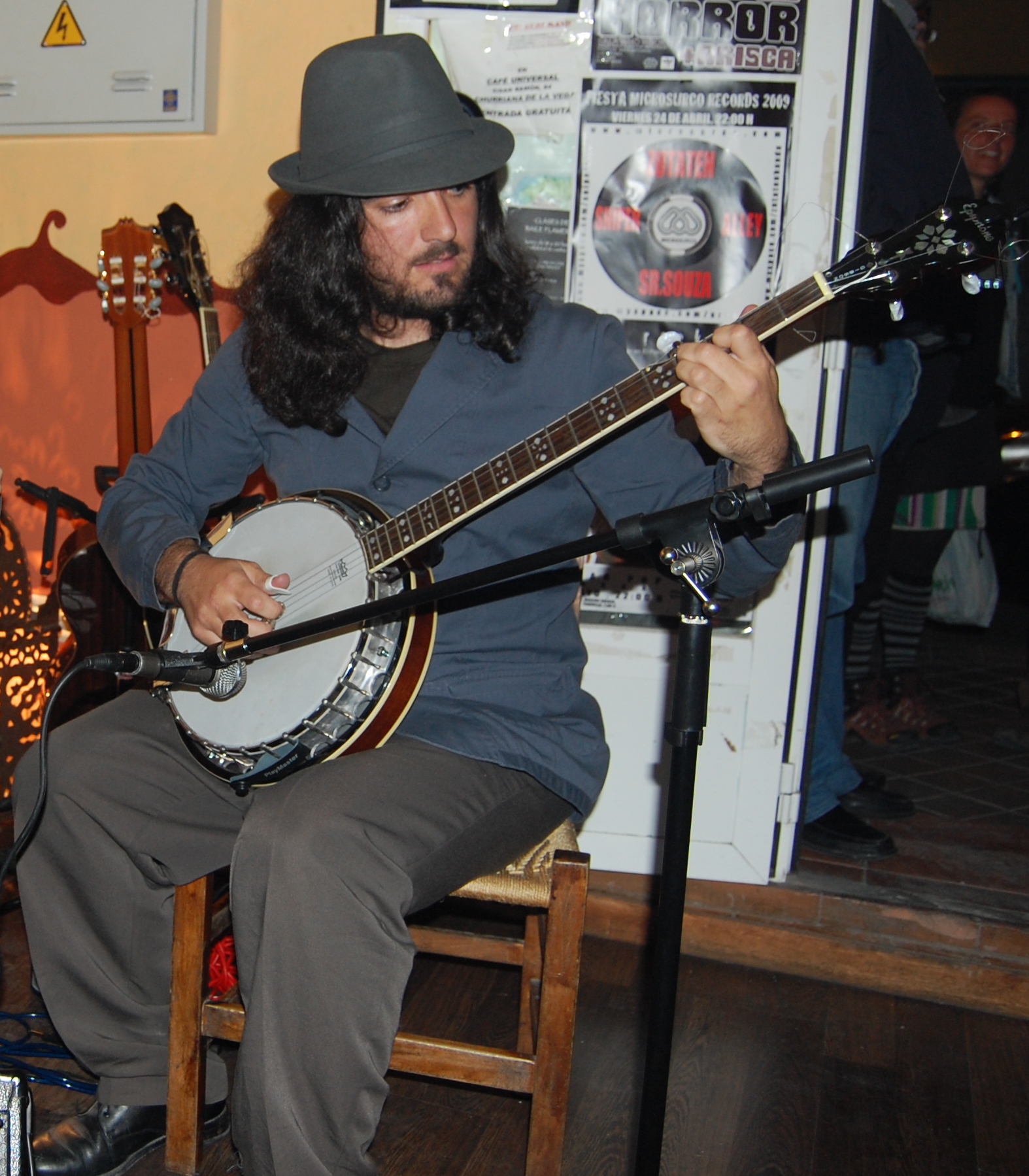
Manuel Meijome Tejero (Manue).

### Anciens membres
- Sergio Fabián Marín - batterie
- Juan Carlos Torres - batterie
- Pablo Nieto - batterie
- Manuel Argudo Pérez - basse
- Patricio de los Santos - basse
- Alberto Pinto - basse
- José Torres - saxophone
- Nacho - claviers
- María José Rodriguez - chœurs

## Concerts
| Tournée                                          | Date du concert   | Salle                            | Ville                |
| ------------------------------------------------ | ----------------- | -------------------------------- | -------------------- |
| Desnchufaos Seguimos Vivos (2008-2009)           | 18 avril 2008     | Sala el triple                   | Jerez de la Frontera |
| Desnchufaos Seguimos Vivos (2008-2009)           | 13 septembre 2008 | Club100                          | Crevillent           |
| Desnchufaos Seguimos Vivos (2008-2009)           | 18 octobre 2008   | Bda Palos Blancos                | Jerez de la Frontera |
| Desnchufaos Seguimos Vivos (2008-2009)           | 14 novembre 2008  | Cafe Concierto Medieval          | Coria                |
| Desnchufaos Seguimos Vivos (2008-2009)           | 7 août 2009       | Chiringuito Playa de la Costilla | Rota                 |
| Fuera de la Ley Somos unos Forajidos (2009-2011) | 23 octobre 2009   | Zeppelin Bar                     | Alhaurín el Grande   |
| Fuera de la Ley Somos unos Forajidos (2009-2011) | 9 avril 2010      | Sala El Triple                   | Jerez de la Frontera |
| Fuera de la Ley Somos unos Forajidos (2009-2011) | 22 juin 2010      | Colegio Blas Infante             | Trebujena            |
| Fuera de la Ley Somos unos Forajidos (2009-2011) | 10 juillet 2010   | Javrock                          | Jerez de la Frontera |
| Fuera de la Ley Somos unos Forajidos (2009-2011) | 20 novembre 2010  | Sala Kilombo Festival IDI        | Jerez de la Frontera |
| Fuera de la Ley Somos unos Forajidos (2009-2011) | 24 février 2011   | Sala Limit                       | Jerez de la Frontera |
| Fuera de la Ley Somos unos Forajidos (2009-2011) | 10 mars 2011      | El Rincón del Pirata Karaoke     | Jerez de la Frontera |
| Fuera de la Ley Somos unos Forajidos (2009-2011) | 19 mars 2011      | Sala Paul Festival Rock Local    | Jerez de la Frontera |
| Fuera de la Ley Somos unos Forajidos (2009-2011) | 25 mars 2011      | Sala Odeon                       | San Fernando         |